# جورج واشنطن (عازف جاز)
جورج واشنطن (بالإنجليزية: George Washington)‏ هو عازف جاز أمريكي، (ولد في برونزويك في الولايات المتحدة 1907  م).

## وصلات خارجية
- جورج واشنطن على موقع ميوزك برينز (الإنجليزية)
- جورج واشنطن على موقع أول ميوزيك (الإنجليزية)
- جورج واشنطن على موقع ديسكوغز (الإنجليزية)